# ルパン三世 パンドラの遺産
『ルパン三世 パンドラの遺産』（ルパンさんせいパンドラのいさん）は、1987年11月6日にナムコから発売されたアニメ『ルパン三世』（1971年 - 1972年）を題材にしたファミリーコンピュータ用横スクロールアクションゲーム。「ナムコット ファミリーコンピュータゲームシリーズ」第31弾。

## 概要
本作はルパン / 次元 / 五ェ門の3人を使い分け、それぞれの特徴を生かしながら進めていく。ストーリーは映画『ルパン三世 カリオストロの城』（1979年）の後日談的な内容である。
ルパン、次元、五ェ門の3人から選択し（後述のトランシーバーで交代可能）ゲームを進めていく。
ミスをするとそのキャラはそのステージでは救出するまで使えず（交代もできない）、全滅するとゲームオーバーとなる。すなわち残機はキャラ性能こそ違うものの、3人となる。
ミスしたキャラクターはステージのどこかに囚われている状態になり、救出するかボスを倒してステージをクリアするとそのキャラクターは復帰してまた使えるようになる。
ステージ開始時にキャラ毎に違うコメントがあり、ミスをすると選択しなかったキャラから短いコメントをかけられる。交代した時もキャラがコメントをする。
また、囚われたキャラクターは放置されたままステージをクリアーすると、復帰したときに自力で脱出したコメントが追加されると細かい演出がある。

## ゲーム内容

### アイテム
トランシーバー
プレイキャラクターを変更できる。また画面上の敵もいったんリセットされる特性を持つ。
次元と五ェ門が使える唯一のアイテムでもあり、すべての場面で使える（ステージ４の前半ではルパンもトランシーバー以外のアイテムは使えない）。
爆弾
画面内全ての敵を倒す。アイテムが隠された鉄格子やピラミッドにある色違いの薄い壁を破壊することもできる。
ステージ4ではこのアイテムが必要不可欠な場面があるため、クリアのために、最低でも1個は必要になる。
ショットガン
前方5方向に拡散する弾を撃つ。弾は端まで飛ぶ。使用時にノックバックする上に隙が大きいので使いにくいが、5発とも判定が別なので近距離で撃ってまとめて当てることができれば強力。
ジェット噴射器
一定時間空が飛べる。ステージ４ではこのアイテムが必要不可欠な場面がある。
赤外線スコープ
仕掛けられたトラップがみえるようになる。
アクアラング
ルパンが水中に落ちると自動使用。水中ステージになり陸に戻ることが可能。水中では一定時間毎にアクアラングを消費するが、時々ランダムでアイテムが流れてくることがある。
アクアラングがない状態で一定時間過ぎるとルパンが溺れてミスになる。また、水中では防弾チョッキの効果が発揮しない。
ステージ4ではこのアイテムが必要不可欠な場面がある。1つのアクアラングの効果の時間切れ間近にはルパンの泡が多く噴き出るのが合図となる。
防弾チョッキ
敵の攻撃を受けても防弾チョッキを1個消費する代わりにミスにならない。防弾チョッキの数だけルパンのライフとなる。ただし、以下の条件では防弾チョッキがあってもアウトになる。
落下・アクアラングがない状態で水に落ちてしまう・水中で攻撃を喰らう・水中でアクアラングがない状態で溺れてしまう・ステージ４の前半
風船
ルパンが穴やアクアラングがない状態で水におちた場合に風船で浮き上がり、落下を回避する。天井にぶつかるかジャンプボタンを押すと割れる。
指輪
特定の人物から情報を聞き出すのに必要。

## 設定

### ストーリー
クラリスが何者かに連れ去られた。彼女からの伝言では、「暗くてよくわからないがお屋敷のようだ」と伝えられる。ルパンたちは彼女を救出するため行動を開始する。
そして、彼女を探す過程でピラミッドに眠ると言われる「パンドラの遺産」の存在を知る。

### ステージ構成
ステージ1「屋敷」
クラリスを誘拐したハルクの屋敷。スタート地点は屋根の上。前半の屋根は、急な坂を下ることで加速してジャンプし、次の屋根へと飛び移るようになっている。
屋敷内は、衛士やナイトなどが登場する。『カリオストロの城』に登場した「ジョドー」に似た男がおり、情報をくれる。
ステージ2「チャイナタウン」
寺と住宅地で構成されるステージ。まず、寺で情報を集め、住宅地の家を調べる。寺には不二子や銭形の部屋がある。後半の住宅地は、入り口と出口が別になっている家が多数登場する。
また、ボスであるキムは一定の条件を満たさないと家に行っただけでは出現しない。
ステージ3「港の倉庫」
前半は港を駆け抜け、後半は倉庫を進んでいく。2面のようなボスに会うための条件等は無く、ただひたすら進んでいくのみだが、全体的に敵が強く難易度は高め。
ステージ4「エジプト」
ルパンの愛車「フィアット」で砂漠を駆け抜け、ピラミッドへ。砂漠は強制スクロールのうえ、トランシーバー以外のアイテムが使用できない。後半のピラミッドは全4階建てで、特殊な構造の迷路になっている。
敵も非常に強力で、囚われた仲間がどこにいるのか探すのが困難なステージである。なお、説明書には、画面の見方と一階のマップ、そしてマップの作り方が添えられている。
このステージはルパンが使えるアイテムの力が必要不可欠な場面があり、ルパンが囚われると一気にクリアーが困難になる。
万が一それらの場面を全て突破する前にルパンが銭形に捕まってしまうと詰んでしまうため、ルパンでミスしない事が大事。
情報をくれる人物は、皆スフィンクスのような姿をしている。

### パンドラの遺産
説明書や要所のキャラクターの発言によると、パンドラの遺産とはカリオストロ公国に伝わる財宝で、パンドラという人物がエジプトのピラミッドに封印したものであるとされる。

## キャラクター
ルパン
主人公。攻撃方法は銃で射程が短く連射もできず、さらにジャンプ中に撃てないため、キャラ単体の性能は3人中最弱。
その代わり全てのアイテムが使用でき、うまく使えば次元や五ェ門では厳しい場面も楽に突破することができる。
また、ステージ4にはルパンが使えるアイテムの力がないと突破できない場面があるため、完全クリアには不可欠な存在。
なお、本作でのジャケットの色は『ルパン三世 (TV第1シリーズ)』および『ルパン三世 カリオストロの城』に準じた緑。
次元
攻撃方法は銃で画面端まで弾が届き3連射まで可能。さらにジャンプ中でも発砲可能と、ルパンの攻撃を大幅に強化した性能。
一方、アイテムはトランシーバーしか使えない。
五ェ門
攻撃方法は斬鉄剣で近距離しか攻撃できないが、攻撃力は高く銃で倒せない敵やギミックも倒せる。次元同様、アイテムはトランシーバーしか使えない。
クラリス
『ルパン三世 カリオストロの城』のヒロイン。突如誘拐されルパン達に助けを求める。プレイヤーキャラによりエンディングシーンの会話が少し変わる。
不二子
今回の事件の首謀者。ルパンたちにパンドラの遺産を発見させるため、いろいろと手立てをした。クラリスを可愛がっていたようである。
銭形
一定時間が経過すると出現する無敵キャラクターでステージ攻略に時間をかけすぎると登場する。常に予測不能なところから出現しては、ひたすら追いかけてくる。
しかも通常、ミスしたキャラはステージのどこかに囚われるがミスの直接の原因が銭形の場合、「銭形に捕まった」ことになり、そのキャラは救出が絶対に不可能となり、ステージをクリアするまで復帰できなくなる。
また、上段の足場にいても手錠を投げて攻撃してくる。しかし、銭形が出現している間、他の敵は一切出てこないので、敵の多いところで利用することもできる。
ハルク
ステージ1のボス。金で雇われてクラリスを誘拐した。中世の鎧を着て、こん棒のようなものを投げて攻撃する。
キム
ステージ2のボス。通称「チャイナのキム」。ルパン曰く「用心深い奴」で、一定の条件を満たさないと部屋に入れず戦うことができない。銃を無効化する蝶を出して攻撃及び防御する。
ラルド
ステージ3のボス。港を根城にしている。戦う際はロボットに乗り、エネルギー弾で攻撃する。弱点は頭。なお、五ェ門で勝つとラルドを「機械に頼る未熟者」と叱る。
ロボットのデザインはテレビアニメ『ルパン三世 (TV第2シリーズ)』第155話「さらば愛しきルパンよ」に登場するロボット兵ラムダ。
イー / リャン / サン / スー
チャイナタウンに住んでいる老人たち。キムを誘い出すには彼らの協力が必要。

### 敵キャラクター
黒影（100点）
ステージ1の外・屋敷、ステージ2の寺・住宅街、ステージ3の港・倉庫に登場する敵。画面下から現れる。全身黒い服で覆われ、長い爪のようなものを持っている敵。各ステージでカラーが異なる。
サイバーキャット（白）（50点）
ステージ1の外に登場する敵。ゆっくりと前進したり、前進しながら跳ねたりする（倒した時のエフェクトは地面に着地転倒する事無く画面下まで落ちて行く）。
ジェットマン（300点）
ステージ1の外に登場する敵。ロケットで空を飛んでいる敵（倒した時のエフェクトは地面に着地転倒する事無く画面下まで落ちて行く）。
コウモリ（100点）
ステージ1の外と屋敷に登場する敵。空中を斜めに漂っている（倒した時のエフェクトは消滅するのみ）。
バズーカマン（200点）
ステージ1の外、ステージ2の繁華街、ステージ3の港に登場する、動かずにバズーカを撃ってくるタイプの敵（デザインはそれぞれのステージで異なる）。バズーカは放物線を描いて飛んでくる。状況に応じて撃つ距離を変えてくる。
サイバーキャット（黒）（50点）
ステージ1の屋敷に登場する敵、色が違うだけで挙動は白猫と同様（倒した時のエフェクトは地面に着地転倒する事無く画面下まで落ちて行く）。
衛士（素手）（30点）
ステージ1の屋敷に登場する敵。素手でこちらに向かってくる。時折パンチを見せる。
衛士（剣）（200点）
ステージ1の屋敷に登場する敵。剣を持った衛士で銃弾を剣で防ぐ。
ナイト（200点）
ステージ1の屋敷に登場する敵。全身に鎧を纏った敵で、屋敷の鎧騎士の飾りに背景に扮し、ルパン達が近くに寄ると襲い掛かってくる。常に盾を前に出し、防御しつつ時折剣を振る。足元が弱点。
ヌンチャクマン（100点）
ステージ2の繁華街に登場する敵。近くに寄るとヌンチャクを振ってくる。
カンフーマン（タイプ1)（30点）
ステージ2の繁華街・寺・住宅街に登場する青い服を着た敵。時折パンチを見せるが、衛士と違い素早い。
カンフーマン（タイプ2)（200点）
ステージ2の繁華街・寺・住宅街に登場する青い服を着た敵。タイプ1よりもさらに素早くなりパンチの他、回転ジャンプキックを使ったり、下に落ちる時はキックの状態という得点の割に手強い敵。
ナイフ使い（400点）
ステージ2の寺・住宅街に登場するピンク色の服を着た女性の敵。挙動は非常に遅いが、銃を撃つと身を低くして避ける為当たりにくい。身を低くしてる間はしゃがんで撃っても当たらない。近くに寄るとナイフを投げてくる。
キョンちゃん（300点）
ステージ2の繁華街に登場する敵。一定間隔でこちらがいる方へジャンプしてくる。
銃を2発当てないと倒せない（銃を1発当てると尻もちを突く所まで倒れたと見せかけて瞬間的に起き上がる為、もう1発当てる必要がある）。斬鉄剣なら1発で倒せる。
てふてふ（白）（100点）
ステージ2の繁華街・寺・住宅街に登場する敵。空中を斜めに漂っている（倒した時のエフェクトは消滅するのみ）。
てふてふ（黒）（200点）
ステージ2の住宅街に登場する敵。空中を斜めに漂っている。鉄で出来ており銃を弾く為、斬鉄剣以外では倒せない（倒した時のエフェクトは消滅するのみ）。
樽（200点）
ステージ2の寺・住宅街に登場する障害物。上から転がってくる。銃を弾く為、斬鉄剣以外では破壊できない（倒した時のエフェクトは消滅するのみ）。
青影（100点）
ステージ3の港・倉庫に登場する敵。デザインが多少異なるのみで挙動は黒影と同じ。
ナイフマン（200点）
ステージ3に登場する敵。一定間隔でナイフを突いたり引いたりする。
ガンマン（200点）
ステージ3に登場する敵。銃を除くとナイフマンとデザインや挙動は同じ。ルパン並の射程の銃を撃ってくる。
ゼブラマン（500点）
ステージ3の港の中盤に登場する敵。挙動はステージ2のキョンシーと変わらない。こちらは1発で倒せる。
岩（茶色）（200点）
ステージ3の港・倉庫に登場する障害物。挙動はステージ2の樽と同様。銃を弾く為、斬鉄剣以外では破壊できない（倒した時のエフェクトは消滅するのみ）。
アイロボット（灰色）（100点）
ステージ3の港に登場する敵。空中を斜めに漂っている（倒した時のエフェクトは消滅するのみ）。
マッスルマン（400点）
ステージ3の倉庫に登場する敵。巨体の白人。銃を数発当てないと倒せない。銃を受けると一瞬身体が赤く点滅してその間スピードが上がる。斬鉄剣なら1発で倒せる。
アイロボット（黒）（200点）
ステージ3の倉庫に登場する敵。空中を斜めに漂っている。銃を弾く為、斬鉄剣以外では倒せない（倒した時のエフェクトは消滅するのみ）。
岩（白）（200点）
ステージ4の砂漠・ピラミッドに登場する障害物。挙動はステージ2の樽と同様。銃を弾く為、斬鉄剣以外では破壊できない（倒した時のエフェクトは消滅するのみ）。
ワシ（500点）
ステージ4の砂漠で爆弾を落としてくる。こちらが真下に来ると、爆弾を投下（倒した時のエフェクトは消滅するのみ）。
コンドル（300点）
ステージ4の砂漠ステージ後半に登場する鳥。上下不規則に浮遊し避け辛い（倒した時のエフェクトは消滅するのみ）。
長刀使い（200点）
ステージ4のピラミッドに最上層から登場する女性の敵。挙動はステージ1の衛士（剣）と変わらない。
スケルトン（400点）
ステージ4のピラミッドに登場する敵。銃・斬鉄剣ともに2回攻撃を当てないと倒せない。しかも攻撃すると周囲に攻撃判定のある骨を放ち倒れ、1回目の時はすぐに復活する。
挙動は鈍いが執拗に追いかけてくる（倒した時のエフェクトは消滅するのみ）。
弓男（300点）
ステージ4のピラミッドの中階層から登場する敵。近くに寄ると弓を放ってくる。
ブーメラン使い（500点）
ステージ4のピラミッドの最下層で登場する女性の敵。銃・斬鉄剣共通で、2発当てないと倒せない（倒れた時のアクションはステージ2のキョンシーと同様）。
しかもブーメランは銃を防ぐ為、投げた時に攻撃する必要がある。後ろに回ってもすぐに振り返り、倒し難い。
ミイラ男（600点）
ステージ4のピラミッドの中階層から登場する敵。銃を数発当てないと倒せず、ステージ3のマッスルマン以上に耐久力が強い。
ダメージを受けると、徐々に顔の色が赤っぽくなっていく。斬鉄剣なら2発で倒せる（当たり判定の関係上、実質1発）。
くも男（300点）
ステージ4のピラミッドの中階層から登場する敵。クモのように全身を天井にへばり着かせて移動したり、足だけ天井に着けたまま、体を伸ばして弾を放って来る。
ヘビ（100点）
ステージ4のピラミッドの中階層から登場する敵。近くの壺から出てくる蛇（倒した時のエフェクトは地面に着地転倒する事無く画面下まで落ちて行き、壺は消滅する）。
人面鳥（300点）
ステージ4のピラミッドの中階層から登場する敵。空中を斜めに漂っているが2発当てないと倒せない。
しかもコウモリ/蝶/小型ロボットとは違って素早い上、銃が当たると反対方向に素早く逃げた後、もう一度通常の挙動に戻る。斬鉄剣なら一発で倒せる（倒した時のエフェクトは消滅するのみ）。
回転斧
ステージ4のピラミッドに登場する障害物。足場の悪い場所で左回りに回転しており倒せない。
水中男（100点）
ステージ2～4の水中にて登場する敵（倒した時のエフェクトは右に何度か回転し消滅する。水中の為ルパンであっても防弾チョッキが無効となり、触れると一撃死する）。

## 評価
ゲーム誌『ファミリーコンピュータMagazine』の読者投票による「ゲーム通信簿」での評価は以下の通りとなっており、19.87点（満30点）となっている。
| 項目 | キャラクタ | 音楽 | 操作性 | 熱中度 | お買得度 | オリジナリティ | 総合  |
| 得点 | 3.49       | 3.24 | 3.24   | 3.38   | 3.29     | 3.23           | 19.87 |